# Acanthocardia tuberculata

var. alba

Acanthocardia tuberculata är en musselart som först beskrevs av Carl von Linné 1758.  Acanthocardia tuberculata ingår i släktet Acanthocardia och familjen hjärtmusslor. Inga underarter finns listade i Catalogue of Life.
Höger och vänster klaff av samma exemplar:

Höger klaff
Vänster klaff

## Bildgalleri

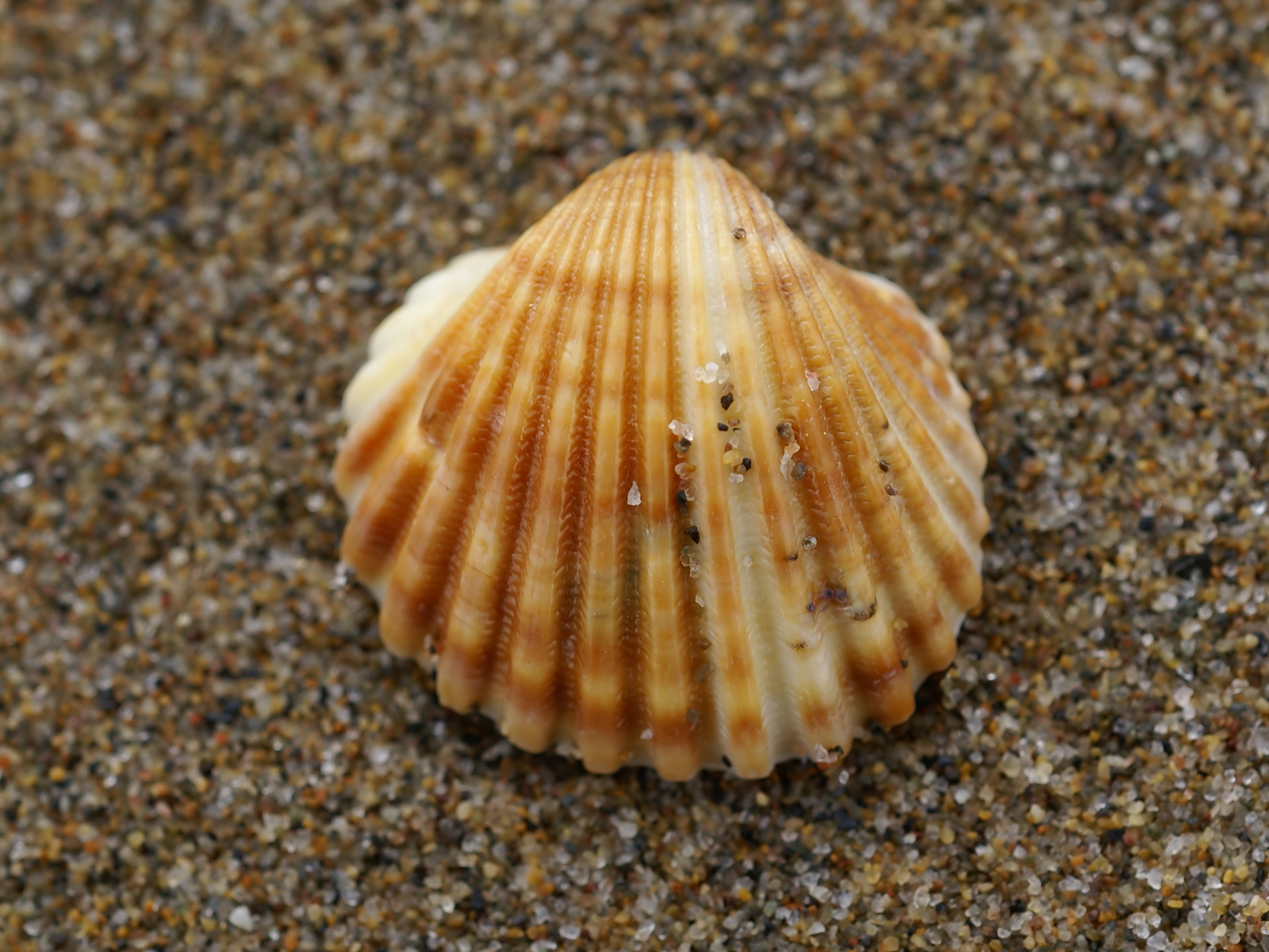
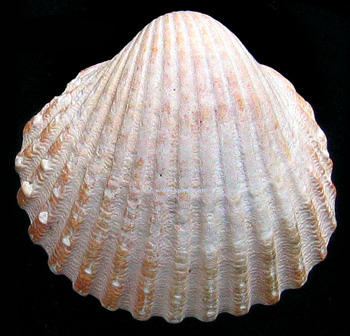
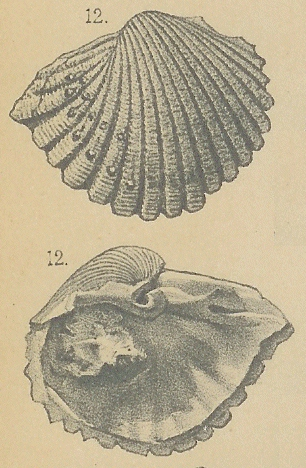